# Newtonia glandulifera
Newtonia glandulifera är en ärtväxtart som först beskrevs av François Pellegrin, och fick sitt nu gällande namn av Georges Charles Clément Gilbert och Raymond Boutique. Newtonia glandulifera ingår i släktet Newtonia och familjen ärtväxter. Inga underarter finns listade i Catalogue of Life.